# 浅黄花半脊荠
浅黄花半脊荠（学名：Hemilophia pulchella var. flavida）为十字花科半脊荠属下的一个变种。

## 扩展阅读
- 維基物種上的相關：浅黄花半脊荠